# کایزو

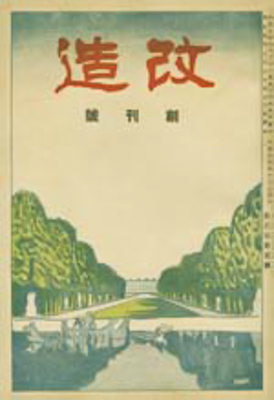
روی جلد مجله در آوریل سال ۱۹۱۹

کایزو (به ژاپنی: 改造 kaizō)یک مجله منافع-عمومی بود که در دوره تایشو شروع به انتشار می‌کرد و مقالات زیادی را با محتوای سوسیالیستی چاپ می‌کرد. کایزو را می‌توان به انگلیسی «بازسازی»، «سازمان دهی مجدد» ترجمه کرد.